# التفكير الحر والدعاية الرسمية
التفكير الحر والدعاية الرسمية (بالإنجليزية: Free Thought and Official Propaganda)، هو خطاب ألقاه الفيلسوف برتراند راسل عام 1922 حول أهمِّية وضرورة حرية التعبير غير المقيَّدة، وناقش فيه تدخُّل الدولة والطبقة السياسية الحاكمة في هذه الحريَّة من خلال السيطرة على التعليم والاقتصاد والإعلام وتغيير الحقائق وتشويهها.

## حرية التعبير
يبدأ راسل خطابه بالقول إنَّ الاستخدام الأشيع لمصطلح «التفكير الحر» هو لوصف عدم إيمان المرء وتسليمه المطلق بالديانة التي يعتنقها مجتمعه أو حتى أي ديانة على الإطلاق، ولكنَّ راسل يعتقد أنَّ التفكير الحر الأكثر أهميَّةً هو حريَّة اعتناق أي أفكار، وحريَّة التعبير عن الرأي دون عقوبة أو تضييق، ويلاحظ أنَّ هذه الحريَّة غير موجودة بشكل كامل في أي بلد على الإطلاق باستثناء الصين «في ذلك الوقت»، فمثلاً الهجرة إلى الولايات المتحدة تتطلَّب تأدية اليمين والتزامات أخرى، وفي بريطانيا يمنع نشر الآراء المعارضة للمسيحيَّة، وفي اليابان كذلك يمنع أي رأي معارض للديانة الشنتوية.
مع أنَّ دولاً كهذه تتباهى بحريَّة التعبير الموجودة فيها ولكنَّ الكثير من القواعد والقوانين الموجودة فيها تحدُّ بشكلٍ كبير من هذه الحريَّة، ويشير راسل أنَّ هذه القوانين نفسها هي التي سمحت بنشوء محاكم التفتيش في أوروبا سابقاً وتعذيب أصحاب الآراء المخالفة، ولذلك لا بدَّ من السماح بحريَّة التعبير عن جميع الأفكار والآراء بشكلٍ مطلق بغض النظر عن نوعيَّتها.
ويستحضر برتراند راسل بعض الحوادث من حياته والتي تُظهر انتقاص حريَّة التعبير والتفكير، فوالده كان ملحداً وحاول تربية ابنه كمفكر حر ولكنَّ المحكمة أجبرته على تربيته بطريقة مسيحيَّة محافظة، وفي عام 1910 فشل راسل في الحصول على ترشيح الحزب الليبرالي لانتخابات الكونغرس عندما علمت قيادة الحزب أنَّه لا أدري [1]، وعندما أصبح محاضراً في كلية ترينيتي لم يُسمح لراسل أن يصبح زميلاً فيها لنفس السبب السابق وعندما أعرب فيما بعد عن معارضته للحرب العالمية الأولى تم طرده من هذه الجامعة.
هذه الحوادث وغيرها تثبت وجود القمع الفكري الذي تمارسه الطبقة السياسية الحاكمة وتؤكِّد أنَّه لا يقتصر على الناحية الدينيَّة بل يتعداها ليشمل كلَّ الجوانب تقريباً.

## إرادة الشك
| التفكير الحر والدعاية الرسمية | ليست إرادة الاعتقاد هي ما نحتاجه، بل الرغبة في أن نكتشف. | التفكير الحر والدعاية الرسمية |

بعد ذلك يتحدَّث برتراند راسل عن أهمية إرادة الشك، ويعارض كتاب الفيلسوف الأمريكي وليام جيمس إرادة الإيمان الذي نشره عام 1896 والذي تحدَّث فيه عن إرادة الاعتقاد أو الإيمان، حيث يدَّعي جيمس أنَّه حتى بدون توافر الأدلة أو بجود أدلة متضاربة قد يختار المرء ببساطة الإيمان بشيء ما وهو يستشهد بالمسيحية، لأن المرء يعتقد أن الإيمان ستكون له نتائج مفيدة.
أمَّا راسل وألفريد هنري لويد وآخرون، فيفضِّلون خيار البقاء متشككاً لأنَّه الموقف الأكثر منطقية والذي سيؤدي إلى فهم المزيد من الحقائق، في حين أنَّ الإيمان والتسليم سوف يربط الإنسان بأفكار معيَّنة بطريقة أو بأخرى، يقول راسل لا شيء من معتقداتنا صحيح تماماً وبشكل مطلق، وجميع المعتقدات قابلة للشك والخطأ، وإنَّ طرق زيادة درجة الحقيقة في معتقداتنا معروفة للجميع، فيجب الاستماع إلى كلِّ الأطراف ومحاولة التأكَّد من كل الحقائق ذات الصلة بالمعقد، وكبح جماح الانحياز والتعصب من خلال مناقشة الأشخاص الذين لديهم يتبنون وجهة نظر معاكسة، والاستعداد التام لرفض وتجاهل أي فرضية يثبت أنَّها غير صحيحة.
يعطي راسل أمثلة على فوائد الشكوكية ونتائجه من خلال اثنين من كبار العلماء: ألبرت آينشتاين الذي شكَّك في قواعد الفيزياء التقليدية وقلبها رأساً على عقب، وتشارلز داروين الذي ناقض الكتاب المقدس من خلال نظريَّته المشهورة، ويتسائل برتراند راسل ببساطة لو أنَّ آينشتاين بدلاً من جهوده الجبَّارة في تغيير وجه الفيزياء والعلم كان قد اقترح شيئاً جديداً في مجال الدين أو السياسة، ما هي النتيجة؟؟.
يتسائل راسل أيضاً إذا سلَّمنا بأنَّ الحاجة إلى اعتماد أسلوب الشك المنطقي هي أمر مهم، فلماذا يكون اليقين اللاعقلاني شائعاً جداً إلى هذا الحد الذي نشاهده، وهو يعزو ذلك إلى ثلاثة عوامل أو أسباب رئيسيَّة:
- التعليم: فبدلاً من استخدام التعليم لتنشئة الأطفال على الحقائق وعلى المنهجيَّة المعرفيَّة السليمة يتمُ فعل العكس تماماً، ويتمُّ تلقين الأطفال عقائد وأفكار معيَّنة، وغالباً ما تكون خاطئة بشكل بديهي، وربَّما يعرف المسؤولون عن المناهج التعليميَّة أنها غير صحيحة.[4]
- الدعاية: فنحن نعلِّم الأطفال القراءة ولكن دون أي تعليم في مجال فحص الأدلَّة واستقصاء الحقائق وصولاً لتشكيل أفكار أصيلة، وهكذا سيبقون طيلة حياتهم عرضةً للدعايات والادعاءات الخاطئة دون أن يكون لهم القدرة على معرفة خطأها من صوابها.
- الضغوط اقتصادية: تستغلُّ الدولة والطبقة السياسية الحاكمة سيطرتها على الشؤون المالية والاقتصادية لفرض أفكارها، وتقييد آراء من يخالفونها.